# Hiroshi Ishii
Hiroshi Ishii (jap. 石井 宏 Ishii Hiroshi; ur. 21 września 1939 w Tokio) – japoński pływak. Srebrny medalista olimpijski z Rzymu.
Specjalizował się w stylu dowolnym. Medal zdobył w 1960 w wyścigu sztafetowym 4 × 200 metrów stylem dowolnym. Na igrzyskach azjatyckich w 1958 zdobył srebro na dystansie 1500 metrów kraulem.